# امیر سعادتی
امیرهوشنگ سعادتی (زاده ۲۳ سپتامبر ۱۹۸۱) بازیکن بازنشسته فوتبال اهل ایران است.
امیر هوشنگ سعادتی،مدیر برنامه و یا ایجنت  بیشتر بازیکنان سرشناس فوتبال لیگ برتر و کارگزار رسمی فیفا در ایران ، می‌باشد.او با استفاده از رسانه هاییکه در اختیار دارد جابجایی بازیکنان داخلی و قیمت آنها در فصل نقل و انتقالات را تحت شعاع. قرار می دهد.